# الإمبراطورية النمساوية
الإمبراطورية النمساوية (بالألمانية: Kaiserthum Österreich) خلفت ما تبقى من الإمبراطورية الرومانية المقدسة في أراضي النمسا الحالية واستمرت رسمياً بين 1804-1867. أعقب ذلك الإمبراطورية النمساوية المجرية والتي تشكلت بعد إعلان إمبراطور النمسا ملكاً على هنغاريا وهو تحرك دبلوماسي رفع وضعية المجر داخل الإمبراطورية النمساوية نتيجة لتسوية نمساوية هنغارية عام 1867. ويستخدم أيضاً مصطلح «الإمبراطورية النمساوية» في وصف ممتلكات آل هابسبورغ قبل عام 1804 والتي لم تمتلك اسماً رسمياً يجمعها.
تأسست الإمبراطورية النمساوية من قبل الملك من آل هابسبورغ ملك الإمبراطورية الرومانية المقدسة الإمبراطور فرانسيس الثاني (الذي أصبح الإمبراطور فرانسيس الأول من النمسا) كدولة تضم ممتلكاته الشخصية داخل وخارج الإمبراطورية الرومانية المقدسة.
كان هذا رد فعل على إعلان نابليون بونابرت الإمبراطورية الفرنسية الأولى في عام 1804.
خاضت النمسا وبعض أجزاء الإمبراطورية الرومانية المقدسة بعد ذلك الحرب ضد فرنسا وحلفائها الألمان خلال حرب التحالف الثالث التي أدت إلى هزيمة ساحقة في أوسترليتز في أوائل ديسمبر / كانون الأول 1805. بحلول الرابع من الشهر نفسه جرى وقف إطلاق النار وبدأت محادثات السلام.
نتيجة لذلك وافق فرانسيس الثاني على المعاهدة المذلة في برسبورغ (ديسمبر 1805) والتي عنت عملياً حل الإمبراطورية الرومانية المقدسة وإعادة تنظيم الأراضي الألمانية وفقاً لرؤية نابليون في دولة سلف لألمانيا الحالية. كانت تلك الأراضي جزءاً من الإمبراطورية الرومانية المقدسة داخل الحدود الحالية لألمانيا فضلا عن تدابير أخرى لإضعاف آل هابسبورغ النمسا بطرق أخرى. نقلت مقتنيات نمساوية في ألمانيا إلى حلفاء فرنسا وهم ملك بافاريا وملك فورتمبرغ وحاكم بادن. رفضت مطالبات النمسا بهذه الدول الألمانية دون استثناء.
كانت إحدى النتائج التالية بعد ثمانية أشهر يوم 6 أغسطس/ آب 1806 عندما أعلن فرانسيس الثاني حل الإمبراطورية الرومانية المقدسة وتشكيل اتحاد الراين من طرف فرنسا حيث لم يرغب أن يخلفه نابليون. لم يعترف جورج الثالث ملك المملكة المتحدة بهذا الإجراء حيث كان حاكم هانوفر أيضاً وكان قد خسر الأراضي الألمانية حول هانوفر لنابليون. سويت المطالب الإنجليزية عن طريق إنشاء مملكة هانوفر التي حكمها ورثة الملك جورج البريطاني حتى استلام الملكة فيكتوريا حيث انفصلت العائلتان المالكتان وبالتالي عرشي المملكة المتحدة وهانوفر.
على الرغم من أن منصب الإمبراطور الروماني المقدس كانت بالنتخاب فإن آل هابسبورغ ضمنوا اللقب منذ 1440 (مع انقطاع قصير) وكانت النمسا قلب أراضيهم.
بعد هزيمة النمسا في الحرب البروسية النمساوية في عام 1866 وتركها للاتحاد الألماني تحولت الإمبراطورية النمساوية إلى الإمبراطورية النمساوية المجرية عبر لتسوية نمساوية هنغارية عام 1867 والتي منحت المجر والأراضي المجرية وضعية مساوية لبقية النمسا ككل.

## التأسيس
بدأت التغييرات بالدخول على طبيعة الإمبراطورية النمساوية خلال مؤتمرات راشتات (1797-1799) وريجينسبرج (1801-1803). في 24 مارس/ آذار 1803 أعلن القرار الرئيس لمجلس المبعوثين الإمبراطوري الذي قلص عدد المناطق في البلاد من 81 إلى 3 فقط والمدن الإمبراطورية من 51 إلى 6. هدف هذا التدبير إلى الاستعاضة عن الدستور القديم للإمبراطورية الرومانية المقدسة ولكن النتيجة الفعلية لهذا البيان كانت نهاية الإمبراطورية الرومانية المقدسة. بأخذ هذا التغير الكبير في عين الاعتبار أنشأ فرانسيس الثاني لقب إمبراطور النمسا لنفسه وخلفائه وتخلى عن لقب إمبراطور الإمبراطورية الرومانية المقدسة في وقت لاحق في 1806.
تسارع سقوط وتفكك الإمبراطورية بالتدخل الفرنسي في الإمبراطورية في أيلول / سبتمبر 1805. يوم 20 أكتوبر/ تشرين الأول 1805 هزم الجيش النمساوي بقيادة الجنرال كارل ماك فون لايبريش من قبل الجيوش الفرنسية بالقرب من مدينة أولم. أدى النصر الفرنسي إلى إلقاء القبض على 20,000 من الجنود والعديد من المدافع النمساوية. انتصر جيش نابليون انتصاراً جديداً في معركة أوسترليتز في 2 ديسمبر/ كانون الأول 1805. في ضوء تلك الأحداث اضطر فرانسيس للتفاوض مع الفرنسيين من 4 - 6 ديسمبر/ كانون الأول 1805. اختتمت هذه المفاوضات بالهدنة في 6 ديسمبر/ كانون الأول 1805.
شجعت الانتصارات الفرنسية حكام بعض المناطق ضمن الإمبراطورية بتأكيد استقلالهم الرسمي عنها. أعلن الأمير الناخب دوق بافاريا في 10 ديسمبر/ كانون الأول 1805 نفسه ملكاً وتبعه دوق فورتمبيرغ في 11 ديسمبر/ كانون الأول. وأخيراً في 12 كانون الأول / ديسمبر منح مارغريف من بادن لقب دوق أكبر. بالإضافة إلى ذلك وقعت كل من هذه البلدان الحديثة على معاهدة مع فرنسا وأصبحوا حلفاء لها. معاهدة برسبورغ بين فرنسا والنمسا وقعت في برسبورغ (اليوم براتسلافا، سلوفاكيا) في 26 كانون الأول / ديسمبر وتقضي بتوسيع أراضي حلفاء نابليون الألمان على حساب النمسا المهزومة.
يوم 12 تموز 1806 تشكل اتحاد الراين وضم 16 دويلة. هذه الكونفدرالية تحت النفوذ الفرنسي وضعت حداً للإمبراطورية الرومانية المقدسة. يوم 6 أغسطس 1806 اعترف فرانسيس بالدولة الجديدة وأعلن حل الإمبراطورية الرومانية المقدسة.
عندما لقب فرانسيس الثاني في 11 أغسطس 1804 بنفسه بإمبراطور النمسا الأول، امتدت الامبراطورية من إيطاليا إلى بولندا الحاليتان ومنطقة البلقان. يتضح التركيب العرقي متعدد الجنسيات للإمبراطورية من حقيقة أن سكانها كانوا من الألمان والتشيك والبولنديين والرومانيين والهنغاريين والطليان والأوكرانيين والكروات والسلوفاك والصرب والسلوفينيين والعديد من القوميات الصغيرة الأخرى. حكم الإمبراطور النمسا كونه إمبراطورها لكنه حمل أيضاً لقب ملك المجر وبوهيميا وكرواتيا وسلوفينيا ودالماسيا، وهو قائد الجيش الإمبراطوري متعدد الجنسيات. كان للإمبراطورية بنية مركزية على الرغم من ترك درجة ما من الحكم الذاتي لتيرول وللمجر التي كان لها مجلسها الخاص.

## السياسة الخارجية
تأثرت السياسة الخارجية في السنوات بين 1804-1815 إلى حد كبير بالحروب النابليونية. بعد توقيع بروسيا معاهدة سلام مع فرنسا يوم 5 أبريل/ نيسان 1795 أجبرت النمسا على تحمل العبء الرئيسي في الحرب مع الجمهورية الفرنسية لمدة عشر سنوات تقريباً. أدى هذا الوضع إلى ضعضعة الاقتصاد النمساوي الأمر الذي دفع النمساويين لإدراك أن الحرب لا تحظى بشعبية كبيرة في البلاد. بناء على ذلك رفض الإمبراطور فرانسيس الثاني المشاركة في الحرب التالية ضد فرنسا النابليونية لفترة طويلة. من ناحية أخرى لم يتخل فرانسيس الثاني عن رغبته في الانتقام من فرنسا وبالتالي دخل في اتفاق عسكري سري مع الإمبراطورية الروسية في نوفمبر/ تشرين الثاني عام 1804. كانت الاتفاقية لضمان التعاون المشترك بين النمسا وروسيا في حالة حرب جديدة ضد فرنسا.
تغلبت بريطانيا على عدم الرغبة الواضح من طرف النمسا للانضمام إلى التحالف الثالث من خلال الإعانات المالية البريطانية، لكن الهزيمة الساحقة التي تلقتها النمسا في في معركة أوسترليتز وضعت حداً لعضويتها في التحالف الثالث. على الرغم من أن الميزانية النمساوية عانت من نفقات الحرب كما قوض موقفها الدولي بشكل كبير فإن المعاهدة المذلة في برسبورغ منحتها الوقت لتقوية الجيش والاقتصاد. علاوة على ذلك سعى كل من الدوق تشارلز الطموح ويوهان فيليب فون شتاديون لحرب جديدة مع فرنسا.
خدم الدوق تشارلز من النمسا رئيساً لمجلس الحرب وقائداً عاماً للجيش النمساوي. معززاً بالصلاحيات الواسعة أعاد بناء الجيش النمساوي واستعد لحرب أخرى. يوهان فيليب فون شتاديون وزير الخارجية أكن كرهاً خاصاً لنابليون بسبب مصادرة ممتلكاته في فرنسا على يد نابليون. بالإضافة إلى ذلك فإن الزوجة الثالثة لفرانسيس الثاني ماري لودوفيكا من شرق النمسا، أيدت جهود شتاديون لبدء حرب جديدة. دعا كليمنس فون مترنيش المقيم في باريس إلى التقدم الحذر في حالة الحرب ضد فرنسا. أشعلت هزيمة الجيش الفرنسي في معركة بايلن في إسبانيا يوم 27 يوليو/ تموز 1808 نار الحرب. في 9 نيسان/أبريل 1809 هاجمت قوة نمساوية من 170,000 رجلاً بافاريا.
على الرغم من حجم الخسائر التي منيت بها النمسا وخاصة الشديدة منها في معارك مثل مارينغو وأولم وأوسترليتز وفاغرام وبالتالي الأراضي التي فقدتها خلال الحروب النابليونية (في معاهدات مثل كامبو فورميو في 1797 و برسبورغ في 1806 وشونبرون في 1809) فإن النمسا لعبت دوراً حاسماً في الإطاحة بنابليون في حملات 1813-1814.
في نهاية الحروب النابليونية مارس كليمنس فون مترنيش درجة كبيرة من التأثير على السياسة الخارجية في الإمبراطورية النمساوية بناء على أوامر الإمبراطور. أيد مترنيش مبدئياً التحالف مع فرنسا وترتيب الزواج بين نابليون وابنة فرانسيس الثاني ماري لويز لكن بعد حملة 1812 أدرك حتمية سقوط نابليون ودفع النمسا لحرب فرنسا. كان تأثير مترنيش في مؤتمر فيينا ملحوظاً حيث لم يقتصر دوره على ممثل للنمسا في أوروبا ولكن الحاكم الفعلي للإمبراطورية حتى 1848 (عام الثورات) وصعود الليبرالية مما عنى بداية سقوطه السياسي.

## الأراضي المكونة للإمبراطورية
| - مملكة بوهيميا. - مملكة هنغاريا. - مملكة اليريا. - مملكة دالماسيا. - مملكة كرواتيا بما في ذلك الجبهة العسكرية 1578-1871 - مملكة سلافونيا التابعة لكرواتيا (1744-1849) وكإقليم مستقل (1849-1868). - مملكة غاليسيا ولودوميريا. - مملكة لومبارديا والبندقية. - دوقية النمسا. - دوقية كارينثيا. - دوقية كارنيولا. - دوقية سالزبورغ. - دوقية سيليسيا. - دوقية ستيريا. - دوقية بوكوفينا. - إمارة ترانسيلفانيا الكبرى. - مارغرافية مورافيا. - مقاطعة تيرول الأميرية. - مقاطعة غوريزيا وغراديسكا. - فورارلبرغ. - استريا. - مدينة تريستي الإمبراطورية الحرة. - فويدشب الصربية وبانات تيميشفار. |

## الصور

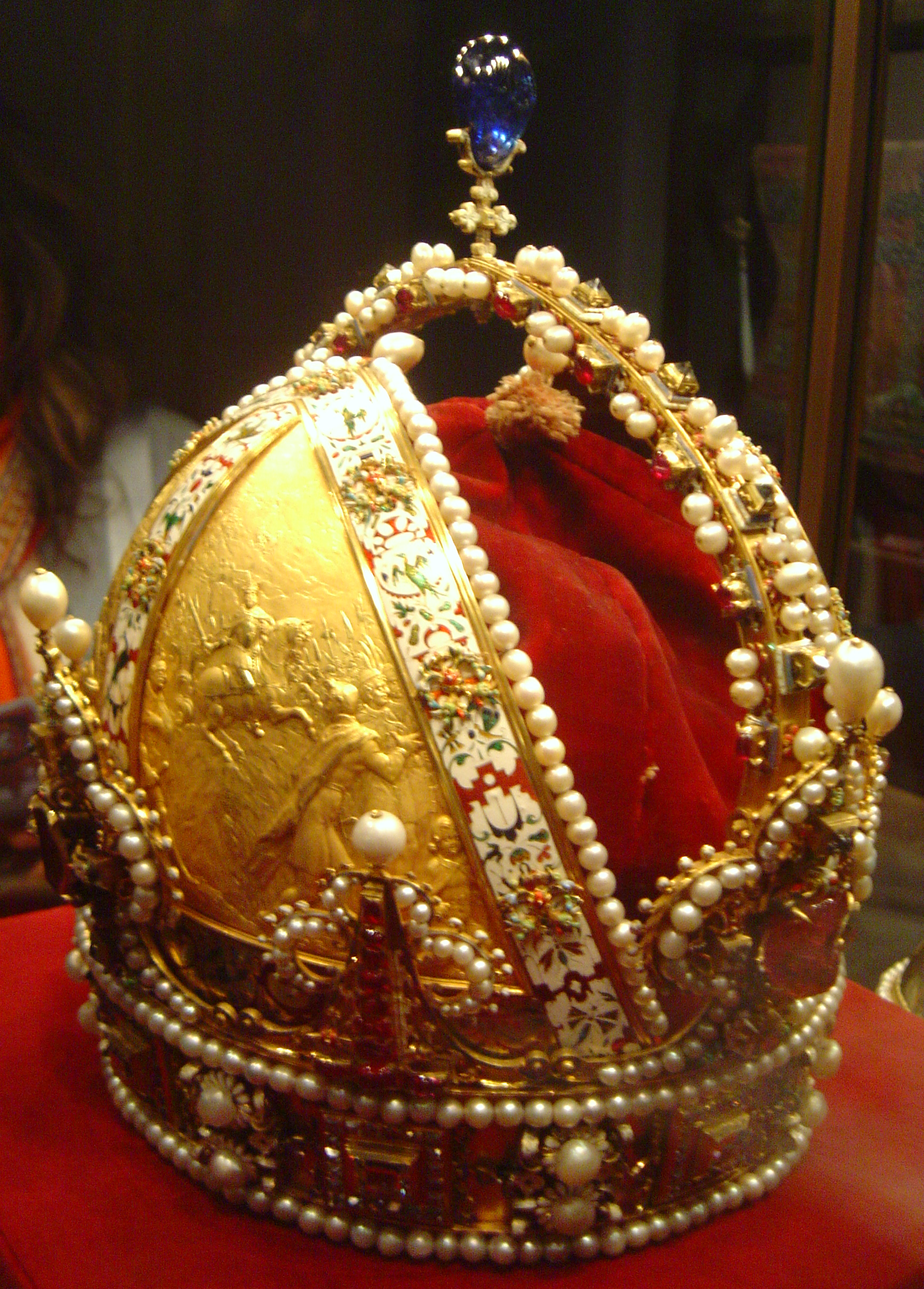
التاج الإمبراطوري النمساوي
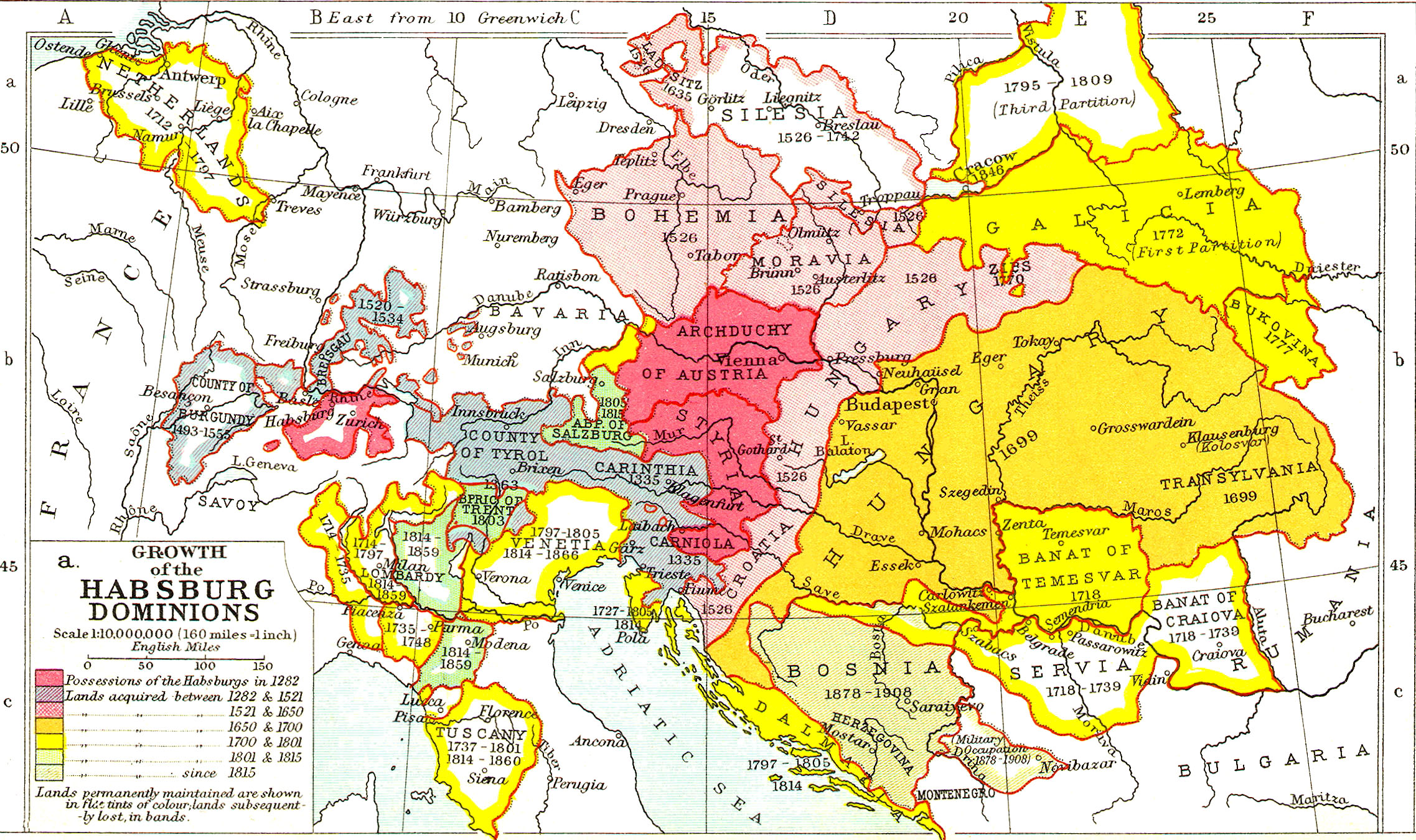
توسع ملكية هابسبورغ

## ملاحظة
1. ↑  مملكة لومبارديا فينيشيا was ceded to the مملكة إيطاليا in 1859/60 (حرب الاستقلال الإيطالية الثانية) and 1866 (حرب الاستقلال الإيطالية الثالثة).

## وصلات خارجية
- الجيش النمساوي خلال الحرب النابليونية
- الامبراطورية النمساوية صعودها وقوتها الحالية